# Olofsbo
Olofsbo is een plaats in de gemeente Falkenberg in het landschap Halland en de provincie Hallands län in Zweden. De plaats heeft 112 inwoners (2000) en een oppervlakte van 80 hectare.